# 2. ŽNL Vukovarsko-srijemska Grupa B 2004./05.
U viši rang, odnosno 1. ŽNL Vukovarsko-srijemsku se plasirao pobjednik NK Mladost Vođinci, dok je u 3. ŽNL Vukovarsko-srijemsku ispao NK Slavonac Prkovci.

## Tablica
| Mj. | Klub                         | Sus. | Pobj. | Ner. | Por. | GR.    | Bod.       |
| --- | ---------------------------- | ---- | ----- | ---- | ---- | ------ | ---------- |
| 1.  | NK Mladost Vođinci           | 30   | 21    | 3    | 6    | 67:24  | 66         |
| 2.  | NK Slavonac Gradište         | 30   | 15    | 12   | 3    | 48:23  | 57         |
| 3.  | NK Lokomotiva Vinkovci       | 30   | 16    | 7    | 7    | 64:48  | 55         |
| 4.  | NK Krajišnik Vrbanja         | 30   | 16    | 6    | 8    | 62:36  | 54         |
| 5.  | NK Borac Kalistović Drenovci | 30   | 14    | 8    | 8    | 50:28  | 50         |
| 6.  | NK Borac Retkovci            | 30   | 14    | 7    | 9    | 57:46  | 49         |
| 7.  | NK RAŠK Rajevo Selo          | 30   | 14    | 4    | 12   | 61:35  | 46         |
| 8.  | NK Sloga Štitar              | 30   | 14    | 4    | 12   | 48:56  | 46         |
| 9.  | NK Slavonija Soljani         | 30   | 12    | 6    | 12   | 64:63  | 42         |
| 10. | NK Sloga Novi Mikanovci      | 30   | 13    | 3    | 14   | 44:43  | 42         |
| 11. | NK Borinci Jarmina           | 30   | 12    | 4    | 14   | 56:54  | 39 (-1) ↓1 |
| 12. | NK Šokadija Babina Greda     | 30   | 11    | 6    | 13   | 53:60  | 39         |
| 13. | NK Srijemac Strošinci        | 30   | 9     | 4    | 17   | 49:79  | 31         |
| 14. | NK Jadran Gunja              | 30   | 7     | 6    | 17   | 44:65  | 27         |
| 15. | NK Posavac Posavski Podgajci | 30   | 8     | 2    | 20   | 48:79  | 26         |
| 16. | NK Slavonac Prkovci          | 30   | 2     | 2    | 26   | 34:110 | 7 (-1) ↓2  |

## Rezultati
| NK RAŠK Rajevo Selo - NK Mladost Vođinci 0:1 NK Borac Retkovci - NK Posavac Posavski Podgajci 2:1 NK Slavonac Prkovci - NK Srijemac Strošinci 1:3 NK Sloga Novi Mikanovci - NK Šokadija Babina Greda 2:1 NK Borac Kalistović Drenovci - NK Krajišnik Vrbanja 2:2 NK Sloga Štitar - NK Slavonija Soljani 3:1 NK Borinci Jarmina - NK Jadran Gunja 0:3 ↓3 NK Lokomotiva Vinkovci - NK Slavonac Gradište 1:0 | NK Lokomotiva Vinkovci - NK Borinci Jarmina 3:3 NK Jadran Gunja - NK Sloga Štitar 3:0 NK Slavonija Soljani - NK Borac Kalistović Drenovci 3:2 NK Krajišnik Vrbanja - NK Sloga Novi Mikanovci 2:0 NK Šokadija Babina Greda - NK Slavonac Prkovci 2:0 NK Srijemac Strošinci - NK Borac Retkovci 3:1 NK Posavac Posavski Podgajci - NK RAŠK Rajevo Selo 1:0 NK Slavonac Gradište - NK Mladost Vođinci 2:0 | NK Sloga Štitar - NK Lokomotiva Vinkovci 2:6 NK Borac Kalistović Drenovci - NK Jadran Gunja 3:1 NK Sloga Novi Mikanovci - NK Slavonija Soljani 3:3 NK Slavonac Prkovci - NK Krajišnik Vrbanja 2:5 NK Borac Retkovci - NK Šokadija Babina Greda 5:0 NK RAŠK Rajevo Selo - NK Srijemac Strošinci 5:0 NK Mladost Vođinci - NK Posavac Posavski Podgajci 6:0 NK Borinci Jarmina - NK Slavonac Gradište 0:3  |
| NK Lokomotiva Vinkovci - NK Borac Kalistović Drenovci 1:0 NK Borinci Jarmina - NK Sloga Štitar 4:0 NK Jadran Gunja - NK Sloga Novi Mikanovci 1:1 NK Slavonija Soljani - NK Slavonac Prkovci 5:2 NK Krajišnik Vrbanja - NK Borac Retkovci 0:0 NK Šokadija Babina Greda - NK RAŠK Rajevo Selo 1:4 NK Srijemac Strošinci - NK Mladost Vođinci 0:1 NK Slavonac Gradište - NK Posavac Posavski Podgajci 2:0    | NK Sloga Novi Mikanovci - NK Lokomotiva Vinkovci 0:2 NK Borac Kalistović Drenovci - NK Borinci Jarmina 3:2 NK Slavonac Prkovci - NK Jadran Gunja 2:2 NK Borac Retkovci - NK Slavonija Soljani 2:0 NK RAŠK Rajevo Selo - NK Krajišnik Vrbanja 5:2 NK Mladost Vođinci - NK Šokadija Babina Greda 4:2 NK Posavac Posavski Podgajci - NK Srijemac Strošinci 4:0 NK Sloga Štitar - NK Slavonac Gradište 1:2 | NK Lokomotiva Vinkovci - NK Slavonac Prkovci 4:3 NK Borinci Jarmina - NK Sloga Novi Mikanovci 1:0 NK Sloga Štitar - NK Borac Kalistović Drenovci 2:5 NK Jadran Gunja - NK Borac Retkovci 1:1 NK Slavonija Soljani - NK RAŠK Rajevo Selo 1:1 NK Krajišnik Vrbanja - NK Mladost Vođinci 1:0 NK Šokadija Babina Greda - NK Posavac Posavski Podgajci 6:1 NK Slavonac Gradište - NK Srijemac Strošinci 4:1  |
| NK Borac Retkovci - NK Lokomotiva Vinkovci 2:3 NK Slavonac Prkovci - NK Borinci Jarmina 1:2 NK Sloga Novi Mikanovci - NK Sloga Štitar 2:0 NK RAŠK Rajevo Selo - NK Jadran Gunja 4:1 NK Mladost Vođinci - NK Slavonija Soljani 7:3 NK Posavac Posavski Podgajci - NK Krajišnik Vrbanja 2:1 NK Srijemac Strošinci - NK Šokadija Babina Greda 1:5 NK Borac Kalistović Drenovci - NK Slavonac Gradište 0:0    | NK Lokomotiva Vinkovci - NK RAŠK Rajevo Selo 4:0 NK Borinci Jarmina - NK Borac Retkovci 3:2 NK Sloga Štitar - NK Slavonac Prkovci 2:0 NK Borac Kalistović Drenovci - NK Sloga Novi Mikanovci 3:0 NK Jadran Gunja - NK Mladost Vođinci 0:1 NK Slavonija Soljani - NK Posavac Posavski Podgajci 5:4 NK Krajišnik Vrbanja - NK Srijemac Strošinci 4:2 NK Slavonac Gradište - NK Šokadija Babina Greda 1:1 | NK Mladost Vođinci - NK Lokomotiva Vinkovci 3:1 NK RAŠK Rajevo Selo - NK Borinci Jarmina 6:1 NK Borac Retkovci - NK Sloga Štitar 2:0 NK Slavonac Prkovci - NK Borac Kalistović Drenovci 2:6 NK Posavac Posavski Podgajci - NK Jadran Gunja 2:1 NK Srijemac Strošinci - NK Slavonija Soljani 3:2 NK Šokadija Babina Greda - NK Krajišnik Vrbanja 3:1 NK Sloga Novi Mikanovci - NK Slavonac Gradište 2:0  |
| NK Lokomotiva Vinkovci - NK Posavac Posavski Podgajci 1:1 NK Borinci Jarmina - NK Mladost Vođinci 0:1 NK Sloga Štitar - NK RAŠK Rajevo Selo 0:2 NK Borac Kalistović Drenovci - NK Borac Retkovci 1:0 NK Sloga Novi Mikanovci - NK Slavonac Prkovci 3:0 NK Jadran Gunja - NK Srijemac Strošinci 6:2 NK Slavonija Soljani - NK Šokadija Babina Greda 3:1 NK Slavonac Gradište - NK Krajišnik Vrbanja 4:0    | NK Srijemac Strošinci - NK Lokomotiva Vinkovci 2:3 NK Posavac Posavski Podgajci - NK Borinci Jarmina 4:2 NK Mladost Vođinci - NK Sloga Štitar 2:0 NK RAŠK Rajevo Selo - NK Borac Kalistović Drenovci 1:1 NK Borac Retkovci - NK Sloga Novi Mikanovci 3:2 NK Šokadija Babina Greda - NK Jadran Gunja 1:2 NK Krajišnik Vrbanja - NK Slavonija Soljani 3:0 NK Slavonac Prkovci - NK Slavonac Gradište 2:4 | NK Lokomotiva Vinkovci - NK Šokadija Babina Greda 4:0 NK Borinci Jarmina - NK Srijemac Strošinci 6:1 NK Sloga Štitar - NK Posavac Posavski Podgajci 2:1 NK Borac Kalistović Drenovci - NK Mladost Vođinci 0:1 NK Sloga Novi Mikanovci - NK RAŠK Rajevo Selo 0:0 NK Slavonac Prkovci - NK Borac Retkovci 2:2 NK Jadran Gunja - NK Krajišnik Vrbanja 0:3 NK Slavonac Gradište - NK Slavonija Soljani 3:0  |
| NK Krajišnik Vrbanja - NK Lokomotiva Vinkovci 0:1 NK Šokadija Babina Greda - NK Borinci Jarmina 1:1 NK Srijemac Strošinci - NK Sloga Štitar 3:3 NK Posavac Posavski Podgajci - NK Borac Kalistović Drenovci 0:1 NK Mladost Vođinci - NK Sloga Novi Mikanovci 2:0 NK RAŠK Rajevo Selo - NK Slavonac Prkovci 2:0 NK Slavonija Soljani - NK Jadran Gunja 4:1 NK Borac Retkovci - NK Slavonac Gradište 1:1    | NK Lokomotiva Vinkovci - NK Slavonija Soljani 5:1 NK Borinci Jarmina - NK Krajišnik Vrbanja 3:0 NK Sloga Štitar - NK Šokadija Babina Greda 1:1 NK Borac Kalistović Drenovci - NK Srijemac Strošinci 2:1 NK Sloga Novi Mikanovci - NK Posavac Posavski Podgajci 2:1 NK Slavonac Prkovci - NK Mladost Vođinci 0:2 NK Borac Retkovci - NK RAŠK Rajevo Selo 3:2 NK Slavonac Gradište - NK Jadran Gunja 0:0 | NK Jadran Gunja - NK Lokomotiva Vinkovci 2:5 NK Slavonija Soljani - NK Borinci Jarmina 3:0 NK Krajišnik Vrbanja - NK Sloga Štitar 8:2 NK Šokadija Babina Greda - NK Borac Kalistović Drenovci 3:2 NK Srijemac Strošinci - NK Sloga Novi Mikanovci 4:3 NK Posavac Posavski Podgajci - NK Slavonac Prkovci 11:1 NK Mladost Vođinci - NK Borac Retkovci 8:1 NK RAŠK Rajevo Selo - NK Slavonac Gradište 2:2 |
| NK Mladost Vođinci - NK RAŠK Rajevo Selo 3:0 NK Posavac Posavski Podgajci - NK Borac Retkovci 1:4 NK Srijemac Strošinci - NK Slavonac Prkovci 3:0 NK Šokadija Babina Greda - NK Sloga Novi Mikanovci 1:0 NK Krajišnik Vrbanja - NK Borac Kalistović Drenovci 1:0 NK Slavonija Soljani - NK Sloga Štitar 3:3 NK Jadran Gunja - NK Borinci Jarmina 0:2 NK Slavonac Gradište - NK Lokomotiva Vinkovci 0:0    | NK Borinci Jarmina - NK Lokomotiva Vinkovci 1:1 NK Sloga Štitar - NK Jadran Gunja 5:3 NK Borac Kalistović Drenovci - NK Slavonija Soljani 3:0 NK Sloga Novi Mikanovci - NK Krajišnik Vrbanja 0:1 NK Slavonac Prkovci - NK Šokadija Babina Greda 3:4 NK Borac Retkovci - NK Srijemac Strošinci 6:0 NK RAŠK Rajevo Selo - NK Posavac Posavski Podgajci 7:0 NK Mladost Vođinci - NK Slavonac Gradište 1:0 | NK Lokomotiva Vinkovci - NK Sloga Štitar 1:3 NK Jadran Gunja - NK Borac Kalistović Drenovci 0:0 NK Slavonija Soljani - NK Sloga Novi Mikanovci 3:0 NK Krajišnik Vrbanja - NK Slavonac Prkovci 6:0 NK Šokadija Babina Greda - NK Borac Retkovci 1:2 NK Srijemac Strošinci - NK RAŠK Rajevo Selo 0:1 NK Posavac Posavski Podgajci - NK Mladost Vođinci 0:0 NK Slavonac Gradište - NK Borinci Jarmina 1:0  |
| NK Borac Kalistović Drenovci - NK Lokomotiva Vinkovci 0:0 NK Sloga Štitar - NK Borinci Jarmina 3:0 NK Sloga Novi Mikanovci - NK Jadran Gunja 3:0 NK Slavonac Prkovci - NK Slavonija Soljani 0:6 NK Borac Retkovci - NK Krajišnik Vrbanja 0:1 NK RAŠK Rajevo Selo - NK Šokadija Babina Greda 2:1 NK Mladost Vođinci - NK Srijemac Strošinci 1:0 NK Posavac Posavski Podgajci - NK Slavonac Gradište 2:3    | NK Lokomotiva Vinkovci - NK Sloga Novi Mikanovci 1:0 NK Borinci Jarmina - NK Borac Kalistović Drenovci 1:1 NK Jadran Gunja - NK Slavonac Prkovci 6:0 NK Slavonija Soljani - NK Borac Retkovci 3:3 NK Krajišnik Vrbanja - NK RAŠK Rajevo Selo 1:0 NK Šokadija Babina Greda - NK Mladost Vođinci 1:1 NK Srijemac Strošinci - NK Posavac Posavski Podgajci 3:1 NK Slavonac Gradište - NK Sloga Štitar 1:1 | NK Slavonac Prkovci - NK Lokomotiva Vinkovci 1:4 NK Sloga Novi Mikanovci - NK Borinci Jarmina 2:0 NK Borac Kalistović Drenovci - NK Sloga Štitar 2:0 NK Borac Retkovci - NK Jadran Gunja 2:1 NK RAŠK Rajevo Selo - NK Slavonija Soljani 0:1 NK Mladost Vođinci - NK Krajišnik Vrbanja 4:3 NK Posavac Posavski Podgajci - NK Šokadija Babina Greda 3:1 NK Srijemac Strošinci - NK Slavonac Gradište 1:1  |
| NK Lokomotiva Vinkovci - NK Borac Retkovci 1:1 NK Borinci Jarmina - NK Slavonac Prkovci 5:2 NK Sloga Štitar - NK Sloga Novi Mikanovci 3:0 NK Jadran Gunja - NK RAŠK Rajevo Selo 0:2 NK Slavonija Soljani - NK Mladost Vođinci 1:2 NK Krajišnik Vrbanja - NK Posavac Posavski Podgajci 4:0 NK Šokadija Babina Greda - NK Srijemac Strošinci 4:1 NK Slavonac Gradište - NK Borac Kalistović Drenovci 2:1    | NK RAŠK Rajevo Selo - NK Lokomotiva Vinkovci 5:0 NK Borac Retkovci - NK Borinci Jarmina 2:1 NK Slavonac Prkovci - NK Sloga Štitar 0:1 NK Sloga Novi Mikanovci - NK Borac Kalistović Drenovci 1:0 NK Mladost Vođinci - NK Jadran Gunja 4:1 NK Posavac Posavski Podgajci - NK Slavonija Soljani 1:2 NK Srijemac Strošinci - NK Krajišnik Vrbanja 2:2 NK Šokadija Babina Greda - NK Slavonac Gradište 1:0 | NK Lokomotiva Vinkovci - NK Mladost Vođinci 1:0 NK Borinci Jarmina - NK RAŠK Rajevo Selo 2:1 NK Sloga Štitar - NK Borac Retkovci 2:0 NK Borac Kalistović Drenovci - NK Slavonac Prkovci 4:0 NK Jadran Gunja - NK Posavac Posavski Podgajci 2:0 NK Slavonija Soljani - NK Srijemac Strošinci 4:2 NK Krajišnik Vrbanja - NK Šokadija Babina Greda 3:0 NK Slavonac Gradište - NK Sloga Novi Mikanovci 2:1  |
| NK Posavac Posavski Podgajci - NK Lokomotiva Vinkovci 4:1 NK Mladost Vođinci - NK Borinci Jarmina 3:1 NK RAŠK Rajevo Selo - NK Sloga Štitar 0:1 NK Borac Retkovci - NK Borac Kalistović Drenovci 2:0 NK Slavonac Prkovci - NK Sloga Novi Mikanovci 2:3 NK Srijemac Strošinci - NK Jadran Gunja 4:0 NK Šokadija Babina Greda - NK Slavonija Soljani 2:0 NK Krajišnik Vrbanja - NK Slavonac Gradište 1:1    | NK Lokomotiva Vinkovci - NK Srijemac Strošinci 1:3 NK Borinci Jarmina - NK Posavac Posavski Podgajci 7:0 NK Sloga Štitar - NK Mladost Vođinci 1:0 NK Borac Kalistović Drenovci - NK RAŠK Rajevo Selo 2:1 NK Sloga Novi Mikanovci - NK Borac Retkovci 2:0 NK Jadran Gunja - NK Šokadija Babina Greda 2:2 NK Slavonija Soljani - NK Krajišnik Vrbanja 0:0 NK Slavonac Gradište - NK Slavonac Prkovci 2:0 | NK Šokadija Babina Greda - NK Lokomotiva Vinkovci 5:3 NK Srijemac Strošinci - NK Borinci Jarmina 3:1 NK Posavac Posavski Podgajci - NK Sloga Štitar 0:2 NK Mladost Vođinci - NK Borac Kalistović Drenovci 0:0 NK RAŠK Rajevo Selo - NK Sloga Novi Mikanovci 3:0 NK Borac Retkovci - NK Slavonac Prkovci 1:2 NK Krajišnik Vrbanja - NK Jadran Gunja 2:0 NK Slavonija Soljani - NK Slavonac Gradište 0:0  |
| NK Lokomotiva Vinkovci - NK Krajišnik Vrbanja 0:0 NK Borinci Jarmina - NK Šokadija Babina Greda 3:0 NK Sloga Štitar - NK Srijemac Strošinci 1:0 NK Borac Kalistović Drenovci - NK Posavac Posavski Podgajci 3:1 NK Sloga Novi Mikanovci - NK Mladost Vođinci 2:1 NK Slavonac Prkovci - NK RAŠK Rajevo Selo 2:3 NK Jadran Gunja - NK Slavonija Soljani 3:2 NK Slavonac Gradište - NK Borac Retkovci 2:2    | NK Slavonija Soljani - NK Lokomotiva Vinkovci 4:0 NK Krajišnik Vrbanja - NK Borinci Jarmina 3:0 NK Šokadija Babina Greda - NK Sloga Štitar 2:1 NK Srijemac Strošinci - NK Borac Kalistović Drenovci 0:0 NK Posavac Posavski Podgajci - NK Sloga Novi Mikanovci 2:4 NK Mladost Vođinci - NK Slavonac Prkovci 7:0 NK RAŠK Rajevo Selo - NK Borac Retkovci 1:2 NK Jadran Gunja - NK Slavonac Gradište 0:2 | NK Lokomotiva Vinkovci - NK Jadran Gunja 6:2 NK Borinci Jarmina - NK Slavonija Soljani 4:1 NK Sloga Štitar - NK Krajišnik Vrbanja 3:2 NK Borac Kalistović Drenovci - NK Šokadija Babina Greda 3:0 NK Sloga Novi Mikanovci - NK Srijemac Strošinci 6:1 NK Slavonac Prkovci - NK Posavac Posavski Podgajci 4:0 NK Borac Retkovci - NK Mladost Vođinci 3:1 NK Slavonac Gradište - NK RAŠK Rajevo Selo 2:1  |